# Jon Larsen
Jon Larsen (nascido em 7 de janeiro de 1959 em Bærum, Noruega) é um guitarrista, compositor, pintor surrealista, autor, autodidata e pesquisador científico e produtor de discos , com grande influência no renascimento do jazz cigano em todo o mundo. Ele é fundador do  projeto Stardust. Em 2007, recebeu o Buddy Award por sua contribuição ao jazz ao longo da vida.